# Линейная частичная информация
Линейная частичная информация (англ. linear partial information, LPI) — теория, применяемая для принятия решений на основании нечёткой логики при неполной или неаккуратной доступной информации. Швейцарский математик Эдуард Кофлер изобрёл эту теорию в 1970 году.

## Определение
Любая стохастическая частичная информация SPI(p), которую можно считать решением системы линейных неравенств, называется линейной частичной информацией LPI(p), описывающей апостериорную вероятность p. Эту информацию считаем нечёткостью линейной частичной информации об апостериорной вероятности p, соответствующей представлению линейной нечёткой логики.

## Избранная библиография
- Эдуард Кофлер — Entscheidungen bei teilweise bekannter Verteilung der Zustände, Zeitschrift für OR, Vol. 18/3, 1974.
- Эдуард Кофлер — Extensive Spiele bei unvollständiger Information, in Information in der Wirtschaft, Gesellschaft für Wirtschafts- und Sozialwissenschaften, Band 126, Берлин 1982.
- Эдуард Кофлер — Equilibrium Points, Stability and Regulation in Fuzzy Optimization Systems under Linear Partial Stochastic Information (LPI), Proceedings of the International Congress of Cybernetics and Systems, AFCET, Париж 1984, pp. 233–240.
- Эдуард Кофлер — Decision Making under Linear Partial Information. Proceedings of the European Congress EUFIT, Ахен, 1994, p. 891—896.
- Эдуард Кофлер — Linear Partial Information with Applications. Proceedings of ISFL 1997 (International Symposium on Fuzzy Logic), Цюрих, 1997, p. 235-239.